# Jean Peyrafitte
Cet article possède un paronyme, voir Peyrefitte.
Jean Peyrafitte, né le 15 juin 1922 à Bagnères-de-Luchon et mort le 11 novembre 2017 à Montauban-de-Luchon, est un homme politique français, du parti socialiste.

## Détail des fonctions et des mandats
Mandats locaux
- 1977 - 1979 : Conseiller général du canton de Bagnères-de-Luchon
- 1979 - 1985 : Conseiller général du canton de Bagnères-de-Luchon
- 1985 - 1992 : Conseiller général du canton de Bagnères-de-Luchon
- 1974 - 1995 : Maire de Bagnères-de-Luchon

Mandats parlementaires
- 28 septembre 1980 - 24 septembre 1989 : Sénateur de la Haute-Garonne
- 24 septembre 1989 - 30 septembre 1998 : Sénateur de la Haute-Garonne